# Lindavista (estación)
Lindavista es una de las estaciones que forman parte del Metro de la Ciudad de México, perteneciente a la Línea 6. Se ubica al norte de la Ciudad de México, en la alcaldía Gustavo A. Madero.

## Información general
Toma su nombre por estar situada junto a la colonia Lindavista. Su emblema está formado por la silueta de la iglesia de San Cayetano, la cual está ubicada sobre la cercana avenida Montevideo o Eje 5 Norte y es símbolo de la colonia Lindavista.

### Afluencia
La afluencia en 2014 fue de:
- Total: 4,297,527
- Promedio diario: 11,774
- Mínima: 2,440
- Máxima: 21,999

Así se ha visto la afluencia de la estación en los últimos 10 años:
| Afluencia Anual de Pasajeros (Línea 6) | Afluencia Anual de Pasajeros (Línea 6) | Afluencia Anual de Pasajeros (Línea 6) | Afluencia Anual de Pasajeros (Línea 6) | Afluencia Anual de Pasajeros (Línea 6) | Afluencia Anual de Pasajeros (Línea 6) |
| -------------------------------------- | -------------------------------------- | -------------------------------------- | -------------------------------------- | -------------------------------------- | -------------------------------------- |
| Año                                    | Afluencia                              | A Diario                               | Ranking Anual                          | Aumento%                               | Ref.                                   |
| 2023                                   | 5,394,738                              | 14,780                                 | 85°/195                                | +22.04%                                | [ 3 ]                                  |
| 2022                                   | 4,420,462                              | 12,110                                 | 97°/195                                | +83.29%                                | [ 4 ]                                  |
| 2021                                   | 2,411,708                              | 6,607                                  | 128°/195                               | -11.42%                                | [ 5 ]                                  |
| 2020                                   | 2,722,552                              | 7,438                                  | 128°/195                               | -58.28%                                | [ 6 ]                                  |
| 2019                                   | 6,525,784                              | 17,878                                 | 101°/195                               | -2.52%                                 | [ 7 ]                                  |
| 2018                                   | 6,694,207                              | 18,340                                 | 96°/195                                | +2.50%                                 | [ 8 ]                                  |
| 2017                                   | 6,530,738                              | 17,892                                 | 97°/195                                | +1.57%                                 | [ 9 ]                                  |
| 2016                                   | 6,429,652                              | 17,567                                 | 104°/195                               | +8.37%                                 | [ 10 ]                                 |
| 2015                                   | 5,932,906                              | 16,254                                 | 107°/195                               | +21.81%                                | [ 11 ]                                 |
| 2014                                   | 4,870,684                              | 13,344                                 | 120°/195                               | +1.83%                                 | [ 12 ]                                 |

## Conectividad

### Salidas
- Norte: Avenida Colector 13, entre Calle Payta y casi esquina con Avenida Instituto Politécnico Nacional, Colonia Lindavista.
- Sur: Avenida Colector 13, casi esquina con Avenida Instituto Politécnico Nacional, Colonia Lindavista.

### Conexiones
Existen conexiones con las estaciones y paradas de diversos sistemas de transporte:
- Algunas rutas de RTP.